# Спартак-Новорусь
МФК «Спартак-Новорусь» — мини-футбольный клуб из Москвы.  Ведёт свою историю от 1992 года, когда «Спартак» начал выступления в чемпионатах страны. В том же году клуб стал серебряным призёром чемпионата СНГ. В 1995 году «Спартак» объединился с другим столичным клубом «Новорусь» в «Спартак-Новорусь», однако вскоре объединённый клуб прекратил существование.
Не стоит путать с клубом Евгения Ловчева, который стал выступать под названием «Спартак» через несколько лет после прекращения существования «Спартака-Новоруси».

## История
В 1992 году мини-футбольный клуб «Спартак» начал выступления в чемпионате СНГ. Красно-белым удалось выиграть серебряные медали турнира. Следующие три сезона они также вели борьбу за медали, однако больше ничего не выиграли. На протяжении этого периода руководство клуба плотно сотрудничало с футбольным «Спартаком». Футболисты команды Романцева, не проходившие в состав, получали возможность попробовать свои силы в мини-футболе.
В сезоне 1994/95 в российскую Высшую лигу пробился московский клуб «Новорусь». По результатам своего дебютного сезона в элите его игроки заняли 12 место. В том же сезоне «Спартак» занял 4 место. В межсезонье 1995 года оба московских клуба решили объединиться под названием «Спартак-Новорусь».
Объединённой команды не хватило даже на один сезон; она снялась после 10 туров. Тем не менее, её футболисты сумели громко хлопнуть дверью, дойдя до финала Кубка России 1995 года (там они со счётом 4:7 уступили «Дине»).

## Выступления в Чемпионатах России

### Спартак/Спартак-Новорусь
| Сезон     | Лига                | Занятое Место |
| --------- | ------------------- | ------------- |
| 1992      | Высшая лига СНГ (I) | 2             |
| 1992-1993 | Высшая лига (I)     | 5             |
| 1993-1994 | Высшая лига (I)     | 4             |
| 1994-1995 | Высшая лига (I)     | 4             |
| 1995-1996 | Высшая лига (I)     | снялся        |

### Новорусь
| Сезон     | Лига            | Занятое Место |
| --------- | --------------- | ------------- |
| 1994-1995 | Высшая лига (I) | 12            |

## Бывшие известные игроки
| - Дмитрий Горин - Владимир Григорьев - Игорь Ефремов - Альмир Каюмов - Виктор Колядко |  | - Андрей Попков - Илья Самохин - Андрей Ткачук - Виктор Щелкунов |

## Достижения
- Чемпионат СНГ по мини-футболу: серебро (1992)
- Кубок России по мини-футболу: финалист (1995)
- Турнир "Hanauer Fussball-Gala" (Ханау-ам-Майн, Германия): бронза (1995)